# Służba intendentury (II RP)
Służba intendentury – służba administracyjna Wojska Polskiego.

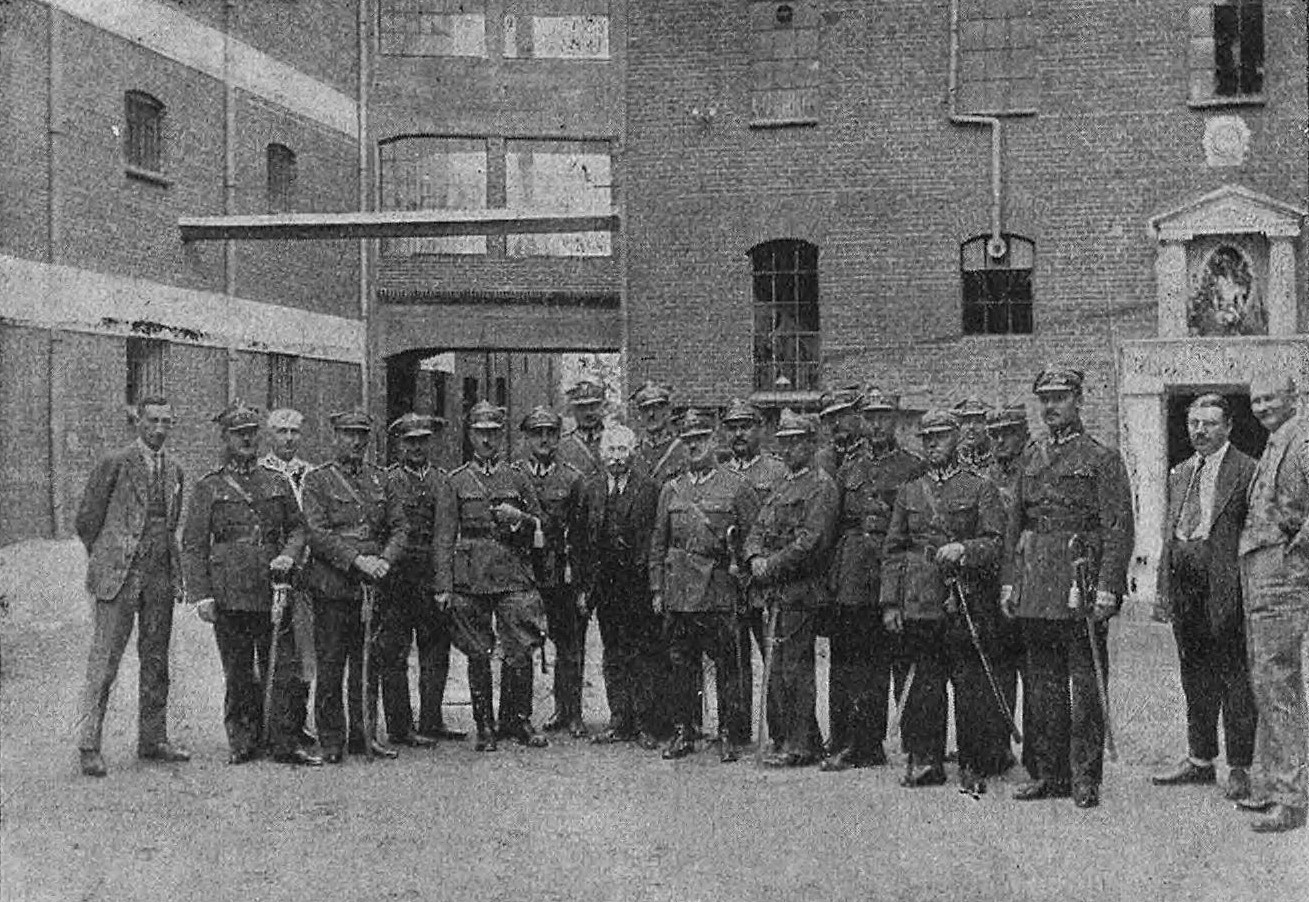
Oficerowie sztabu intendentury w Fabryce Konserw Zygmunta Ruckera we Lwowie (1925)

## Zadania służby intendentury
Zgodnie z art. 2 pkt 2 dekretu Naczelnego Wodza z dnia 20 marca 1921 roku o administracji Siły Zbrojnej podstawowym zadaniem służby intendentury w czasie pokoju było zaopatrywanie Sił Zbrojnych w „artykuły żywnościowe, umundurowanie, wyekwipowanie mundurowe, sprzęt gospodarczy, sprzęt koszarowy, światło i opał i materiały kancelaryjne i graficzne, w należności pieniężne”, a także administrowanie kredytami służb, które nie zostały wymienione we wspomnianym dekrecie. Zaopatrywanie w „należności pieniężne” obejmowało kwestie związane z uposażeniem pieniężnym wojska (pobory, koszty podróży i przeniesień służbowych), pokrywanie kosztów transportów osobowych i materiałowych oraz wypłaty dla personelu cywilnego pracującego w formacjach wojskowych. Ponadto dokonywanie przez komisje gospodarcze operacji finansowych wszystkich kategorii dla wszelkich formacji wojskowych.
Do wykonania powyższych zadań służba intendentury posiadała osobny, specjalistyczny personel, osobne sumy budżetowe, przeznaczone dla niej z ogólnego budżetu wojska i osobne zakłady służby intendentury. Personel służby intendentury stanowił:
- korpus oficerów intendentów,
- korpus oficerów administracyjno-gospodarczych,
- chorążowie administracyjno-gospodarczy,
- szeregowi gospodarczy[3].

## Organy centralne
- Szef Departamentu Intendentury Ministerstwa Spraw Wojskowych.
- Zakłady centralne.
  - Wyższa Szkoła Intendentury (oficerowie intendenci)
  - Centralna Szkoła Oficerów Administracyjno-Gospodarczych (oficerowie administracji gospodarczej – kasowych, rachunkowych, prowiantowych i mundurowych).

Szkoły te podlegały Dowódcy Okręgu Korpusu, na terenie którego się znajdowały, jednak w zakresie wyszkolenia podlegały bezpośrednio Sztabowi Generalnemu.

## Służba intendentury okręgów korpusów
Działalnością administracyjną służby intendentury na obszarze Okręgu Korpusu kierował Szef Służby Intendentury Okręgu Korpusu, który wchodził w skład Kwatery Głównej właściwego Okręgu Korpusu.
Szef Służby Intendentury Okręgu Korpusu zarządzał:
- kredytami budżetowymi;
- personelem stanowiącym Szefostwo Służby Intendentury Okręgu Korpusu;
- Okręgowymi Zakładami Służby Intendentury;
- kierownikami rejonów intendentury.

Okręgowy Zakład Gospodarczy
Skład:
- kierownictwo (z komisją gospodarczą),
- magazyn,
- piekarnia,
- rzeźnia,
- szkoła podoficerów gospodarczych (kadry personelu szeregowego służby intendentury dla danego Okręgu Korpusu).

Zadania:
- gromadzenie, produkowanie, magazynowanie i konserwowanie środków żywności, opału na potrzeby bieżące Okręgu Korpusu i zapasów na czas wojny;
- komisyjny odbiór i wysyłka wszelkich transportów odnośnych artykułów i materiałów;
- wydawanie odnośnych artykułów i materiałów poszczególnym Rejonowym Zakładom Gospodarczym (przynależnym terytorialnie do danego Okręgu Korpusu), lub też wprost oddziałom wojskowym.
- szkolenie specjalistyczne (i uzupełnianie) personelu szeregowego dla całego Okręgu Korpusu, prowadzenie ewidencji oficerów administracyjno-gospodarczych i szeregowych *formowanie – przewidzianych organizacyjnie, polowych zakładów gospodarczych.

Okręgowy Zakład Mundurowy.
Skład:
- kierownictwo,
- magazyn,
- warsztat z krajalnią.

Zadania:
- gromadzenie, produkowanie, magazynowanie i konserwowanie zapasów umundurowania i oporządzenia mundurowego, przyborów szewskich i krawieckich, rymarskich itp., pościeli, sprzętu koszarowego oraz wszelkiego rodzaju materiałów piśmienniczych, graficznych i przyborów kancelaryjnych na potrzeby bieżące Okręgu Korpusu i zapasów na czas wojny,
- komisyjny odbiór i wysyłanie wszelkich właściwych transportów,
- wydawanie materiałów i sprzętu oddziałom i zakładom wojskowym (przynależnym terytorialnie do danego Okręgu Korpusu).

## Rejony administracyjne
Każdy Okręg Korpusu podzielony był na rejony administracyjne służby intendentury, oznaczane nazwą miejscowości siedziby kierownika danego rejonu intendentury.
Kierownik Rejonu Intendentury
Odpowiadał za działalność administracyjno-techniczną służby intendentury i funkcjonowaniem Rejonowego Zakładu Służby Intendentury – w każdym rejonie – We wszystkich oddziałach wojskowych, stacjonujących na obszarze danego Okręgu Korpusu.
Zadania:
- Administracja zapasami materiałowymi,
- Ewidencja stanu wyżywienia rejonu, zestawianie pojedynczych zapotrzebowań artykułów,
- dostarczanie Intendenturze Okręgu Korpusu danych statystycznych co do lokalnych źródeł zaopatrzenia oraz ewentualne ich wykorzystanie,
- zawieranie kontraktów i umów z prywatnymi dostawcami dla całego rejonu, ewentualnie zatwierdzanie kontraktów i umów zawartych przez poszczególne formacje wojskowe,
- wstępne sprawdzanie i badanie rachunkowości formacji całego rejonu odnośnie do zgodności transakcji z obowiązującymi przepisami, a także (w zakresie intendentury), ze względu ich wartości praktycznej,
- administrowanie i nadzór nad materiałami niezbędnymi do organizacji polowych zakładów służby intendentury.

Kierownikowi Rejonu podlegały:
- personel etatowy (Kierownictwa Rejonu Intendentury),
- Rejonowy Zakład Gospodarczy (ewentualnie filia Rejonowego Zakładu Gospodarczego),
- kredyty finansowe przekazane z Szefostwa Intendentury Okręgu Korpusu.

Rejonowe Zakłady Gospodarcze
W każdym rejonie intendentury istniał zasadniczo jeden Rejonowy Zakład Gospodarczy, stacjonujący w siedzibie kierownika danego rejonu i oznaczony nazwą tej miejscowości.
Skład:
- kierownictwo zakładu,
- magazyn,
- piekarnia,
- rzeźnia.

W siedzibach dowództw Okręgu Korpusu, które równocześnie były siedzibami kierownika rejonu intendentury, nie było oddzielnych Rejonowych Zakładów Gospodarczych. Administracją zapasami zajmował się Okręgowy Zakład Gospodarczy.
Zadania:
- gromadzenie, magazynowanie i konserwowanie artykułów intendentury na potrzeby bieżące całego rejonu oraz zapasów,
- komisyjny odbiór i wysyłanie wszelkich transportów żywności i innych, przeznaczonych dla rejonu,
- wydawanie artykułów intendentury wszystkim formacjom wojskowym danego rejonu,
- przygotowanie do organizacji zakładów polowych.

Filie Rejonowych Zakładów Gospodarczych
W zależności od warunków dyslokacyjnych, w wypadkach wyjątkowych mogły być utworzone filie Rejonowych Zakładów Gospodarczych w ilości nie większej, niż jedna filia na dany rejon.
Personel:

Filia nie posiadała własnego etatu. Obsadę personalną stanowiła część etatowego personelu Rejonowego Zakładu Gospodarczego, wydzielona dla filii.
Filia nosiła nazwę swojego macierzystego Rejonowego Zakładu Gospodarczego, z dodaniem nazwy tej miejscowości, w której się znajdowała.

## Administracja wewnętrzna formacji wojskowych
Administrację wewnętrzną we wszystkich formacjach wojskowych wykonywały Komisje Gospodarcze. Każda formacja wojskowa, przy której znajdowała się etatowa Komisja Gospodarcza, nazywała się "jednostką gospodarczą". Formacja wojskowa nie posiadająca etatowej Komisji Gospodarczej (kompania, szwadron czy mniejszy zakład) nazywała się "oddziałem gospodarczym".
Typy i skład komisji gospodarczych:
Typ I
- 1 oficer kasowy – major gospodarczy,
- 2 podoficerów rachunkowych – szeregowi gospodarczy,
- 2 pisarzy – starszy szeregowy i szeregowy,
- 1 oficer prowiantowy – kapitan gospodarczy,
- 2 podoficerów prowiantowych – sierżant i kapral,
- 2 szeregowców prowiantowych,
- 1 podoficer mundurowy – sierżant sztabowy.

Typ II
- 1 oficer kasowy – kapitan gospodarczy,
- 2 podoficerów rachunkowych – sierżant i kapral,
- 1 oficer prowiantowy – kapitan (porucznik) gospodarczy,
- 2 podoficerów prowiantowych – plutonowy i kapral,
- 1 szeregowiec prowiantowy,
- 1 podoficer mundurowy – sierżant.

Typ III
- 1 oficer kasowy – porucznik lub podporucznik gospodarczy,
- 1 podoficer rachunkowy – plutonowy,
- 1 pisarz – starszy szeregowy,
- 1 oficer prowiantowy – kapitan (porucznik) gospodarczy,
- 1 podoficer prowiantowy – plutonowy,
- 1 szeregowiec prowiantowy.

Pisarze i szeregowcy prowiantowi przydzieleni byli do komisji gospodarczej z właściwej jednostki gospodarczej. Cały personel komisji gospodarczej podlegał dowódcy właściwej jednostki wojskowej.

## Dyslokacja
Okręg Korpusu Nr I
- Szefostwo Intendentury Dowództwa Okręgu Korpusu Nr I w Warszawie, ul. Senatorska 29
- Okręgowy Zakład Gospodarczy Nr I w Warszawie-Pradze, ul. Jagiellońska 52
- Okręgowy Zakład Mundurowy Nr I w Warszawie
  - Komisja Gospodarcza Okręgowego Zakładu Mundurowego Nr I w Warszawie-Cytadeli, bud. 82
  - magazyny w Warszawie-Cytadeli
- Kierownictwo Rejonu Intendentury Warszawa
- Rejonowy Zakład Gospodarczy w Dęblinie
- Kierownictwo Rejonu Intendentury Modlin
- Rejonowy Zakład Gospodarczy w Modlinie
- Kierownictwo Rejonu Intendentury Łomża
- Rejonowy Zakład Gospodarczy w Łomży
- Filia Rejonowego Zakładu Gospodarczego w Białymstoku

Okręg Korpusu Nr II
- Szefostwo Intendentury Dowództwa Okręgu Korpusu Nr II w Lublinie
- Okręgowy Zakład Gospodarczy Nr II w Lublinie
- Okręgowy Zakład Mundurowy Nr II w Lublinie
- Kierownictwo Rejonu Intendentury w Chełmie
- Rejonowy Zakład Gospodarczy w Chełmie
- Kierownictwo Rejonu Intendentury Kowel
- Rejonowy Zakład Gospodarczy w Kowlu
- Kierownictwo Rejonu Intendentury Równe
- Rejonowy Zakład Gospodarczy w Równem

Okręg Korpusu Nr III
- Szefostwo Intendentury Dowództwa Okręgu Korpusu Nr III w Grodnie, ul. Grandzicka 6
- Okręgowy Zakład Gospodarczy Nr III w Grodnie
- Okręgowy Zakład Mundurowy Nr III w Grodnie
- Filia Okręgowego Zakładu Mundurowego Nr III w Suwałkach
- Kierownictwo Rejonu Intendentury Grodno
- Rejonowy Zakład Gospodarczy w Grodnie
- Kierownictwo Rejonu Intendentury Wilno, ul. Legionowa 42
- Rejonowy Zakład Gospodarczy w Wilnie
- Kierownictwo Rejonu Intendentury Lida
- Rejonowy Zakład Gospodarczy w Lidzie

Okręg Korpusu Nr IV
- Szefostwo Intendentury Dowództwa Okręgu Korpusu Nr IV w Łodzi, Al. Kościuszki 4
- Szefostwo Intendentury Okręgu Korpusu Nr IV w Łodzi (od 1 VIII 1924)
- Szefostwo Intendentury i Taborów Okręgu Korpusu Nr IV w Łodzi (od IV 1929)
- Okręgowy Zakład Gospodarczy Nr IV w Łodzi, ul. Ogrodowa 35 → Rejonowy Zakład Żywnościowy w Łodzi (od 1 XII 1924)
  - Kadra Okręgowego Zakładu Gospodarczego Nr IV w Łodzi, ul. Nowocegielniana 51 → 4 Oddział Służby Intendentury (od 1 XII 1924) → Kadra 4 Batalionu Administracyjnego
  - piekarnia wojskowa w Łodzi, ul. Nowocegielniana 49
  - składy opałowe w Łodzi, ul. Przejazd 88
  - skład nafty w Łodzi, ul. Przejazd 94
  - skład materiałów pędnych w Łodzi, ul. Śląska 8
  - magazyn sprzętu kwaterunkowego w Łodzi, ul. Wodna 1
- Okręgowy Zakład Mundurowy Nr IV w Łodzi, ul. Ogrodowa 35 → 4 Okręgowy Zakład Mundurowy w Łodzi (do 1 V 1928)
  - kancelaria i magazyn w Łodzi, ul. Al. Kościuszki 19
  - warsztaty szewsko-krawieckie w Łodzi, ul. Pańska 94 i 96
  - sortownia szmat w Łodzi, ul. Rzgowska 140
- Kierownictwo Rejonu Intendentury Częstochowa, ul. Piotrkowska 3/5
- Rejonowy Zakład Gospodarczy Częstochowa, Aniołów k. Częstochowy[4] → Rejonowy Zakład Żywnościowy w Częstochowie (od 1 XII 1924)
  - piekarnia wojskowa w Częstochowie, ul. Krakowska 51
  - magazyn w Częstochowie, ul. Kościuszki 49
  - magazyn nafty w Piotrkowie, ul. 3 Maja 7
- Kierownictwo Rejonu Intendentury Łódź, ul. Zachodnia 37
- Kierownictwo Rejonu Intendentury Skierniewice, ul. Mickiewicza[5] (były Monopol)
- Rejonowy Zakład Gospodarczy w Skierniewicach, ul. Mickiewicza → Rejonowy Zakład Żywnościowy w Skierniewicach (od 1 XII 1924)
- Komisja Nadzoru Technicznego (od 1 XII 1924)

Okręg Korpusu Nr V
- Szefostwo Intendentury Dowództwa Okręgu Korpusu Nr V w Krakowie
- Okręgowy Zakład Gospodarczy Nr V w Krakowie
  - spichlerz w Krakowie przy ul. Bosackiej
- Okręgowy Zakład Mundurowy Nr V w Krakowie, ul. Szlak
- Filia Okręgowego Zakładu Mundurowego Nr V w Tarnowie
- Kierownictwo Rejonu Intendentury Biała-Bielsko
- Rejonowy Zakład Gospodarczy w Bielsku
- Filia Rejonowego Zakładu Gospodarczego w Nowym Sączu
- Kierownictwo Rejonu Intendentury Katowice
- Rejonowy Zakład Gospodarczy w Mysłowicach
- Kierownictwo Rejonu Intendentury Kraków
- Rejonowy Zakład Gospodarczy w Tarnowie

Okręg Korpusu Nr VI
- Szefostwo Intendentury Dowództwa Okręgu Korpusu Nr VI we Lwowie
- Okręgowy Zakład Gospodarczy Nr VI we Lwowie, ul. Janowska 5
- Okręgowy Zakład Mundurowy Nr VI we Lwowie
- Kierownictwo Rejonu Intendentury Lwów
- Kierownictwo Rejonu Intendentury Tarnopol
- Rejonowy Zakład Gospodarczy w Tarnopolu z siedzibą w Złoczowie
- Filia Rejonowego Zakładu Gospodarczego w Brzeżanach
- Kierownictwo Rejonu Intendentury Stanisławów
- Rejonowy Zakład Gospodarczy w Stanisławowie
- Filia Rejonowego Zakładu Gospodarczego w Kołomyi

Okręg Korpusu Nr VII
- Szefostwo Intendentury Dowództwa Okręgu Korpusu Nr VIII w Poznaniu
- Okręgowy Zakład Gospodarczy Nr VII w Poznaniu
- Okręgowy Zakład Mundurowy Nr VII w Poznaniu
- Kierownictwo Rejonu Intendentury Gniezno
- Rejonowy Zakład Gospodarczy w Gnieźnie
- Kierownictwo Rejonu Intendentury Kalisz
- Rejonowy Zakład Gospodarczy w Kaliszu
- Kierownictwo Rejonu Intendentury Poznań
- Rejonowy Zakład Gospodarczy w Szczypiornie

Okręg Korpusu Nr VIII
- Szefostwo Intendentury Dowództwa Okręgu Korpusu Nr VIII w Toruniu
  - Komisja Przetargowa Szefostwa Intendentury DOK VIII w Toruniu, koszary Piłsudskiego, pok. 69
- Okręgowy Zakład Gospodarczy Nr VIII w Toruniu
  - Mroźnia Wojskowa w Toruniu[6]
- Okręgowy Zakład Mundurowy Nr VIII w Toruniu
- Kierownictwo Rejonu Intendentury Toruń
- Rejonowy Zakład Gospodarczy w Toruniu
- Kierownictwo Rejonu Intendentury Bydgoszcz
- Rejonowy Zakład Gospodarczy w Bydgoszczy
- Kierownictwo Rejonu Intendentury Grudziądz
- Rejonowy Zakład Gospodarczy w Grudziądzu

Okręg Korpusu Nr IX
- Szefostwo Intendentury Dowództwa Okręgu Korpusu Nr IX w Brześciu
- Okręgowy Zakład Gospodarczy Nr IX w Brześciu
- Okręgowy Zakład Mundurowy Nr IX w Brześciu
- Kierownictwo Rejonu Intendentury Brześć
- Rejonowy Zakład Gospodarczy w Brześciu
- Kierownictwo Rejonu Intendentury Baranowicze
- Rejonowy Zakład Gospodarczy w Baranowiczach
- Kierownictwo Rejonu Intendentury Siedlce, ul. Nadkolna 13 (były gmach Monopolu)
- Rejonowy Zakład Gospodarczy w Siedlcach

Okręg Korpusu Nr X
- Szefostwo Intendentury Dowództwa Okręgu Korpusu Nr X w Przemyślu
- Okręgowy Zakład Gospodarczy Nr X w Przemyślu
- Okręgowy Zakład Mundurowy Nr X w Przemyślu
- Kierownictwo Rejonu Intendentury Kielce
- Rejonowy Zakład Gospodarczy w Kielcach
- Kierownictwo Rejonu Intendentury Jarosław
- Rejonowy Zakład Gospodarczy w Jarosławiu
- Kierownictwo Rejonu Intendentury Przemyśl
- Rejonowy Zakład Gospodarczy w Stryju[7]